# غرفة تجارة وصناعة الكويت
غرفة تجارة وصناعة هي مؤسسة ذات نفع عام تتمتع بشخصية اعتبارية مستقلة ماديا ومعنويا، اقترحت فكرة تأسيس الغرفة في عام 1952 وتم تأسيسها في عام 1956 واتخذ مكان أول مجلس إدارة في عام 1959. الانتساب إليها إلزامي بالنسبة للمؤسسات والشركات ذات العلاقة بالتجارة الخارجية وتشغيل العمالة الوافدة.

## الأهداف والصلاحيات

### أهداف الغرفة
- تنظيم المصالح التجارية والصناعية وتمثيلها والدفاع عنها والعمل على ترقيتها.
- جمـع كافـة المعلومـات والاحصـاءات التي تهـم التجـارة والصـناعة وتبويبها ونشـرها.
- إمـداد الحكومـة بالبيانـات والمعلومـات والآراء المتعلقـة بالمسـائل التجـارية والصناعية.
- إبداء الرأى فيما يتعلق بدوائر اختصاصها في إنشاء البورصات والموانئ والأسواق والمعارض وفي منح حقوق الامتياز المتعلقة بالمرافق العامة وفي دراسة مشاريع القوانين والمراسيم التي لها الصبغة الاقتصادية والمالية وفي وضعها وتعديلها.
- لغرفة تجارة وصناعة الكويت أن تتقدم من تلقاء نفسها بآراء ومقترحات حول جميع الأمور المتعلقة بالشؤون الاقتصادية ولا سيما منها مايـؤول إلى تنشيط التجارة والصناعة وحمايتها أو توجيهها.

## صلاحيات الغرفة
1. تحديد العرف التجاري والصناعي.
2. التصديق على شهادات المنشأ أو المصدر ومنحها.
3. التصديق على فواتير البضائع بعد تدقيقها.
4. التصديق على الكفالات وعلى مقدرة الكفلاء المالية.
5. التصديق على صحة تواقيع التجار وأرباب الصناعة.
6. التصديق على صفة المستدعين وهويتهم من التجار وأرباب الصناعة.
7. التصديق على صور الأوراق المسجلة لدى الغرفة.
8. التصديق على تواريخ الأوراق المبرزة للغرفة.
9. التصديق على سائر الشهادات التجارية والصناعية.
10. تسجيل أسماء التجار وأرباب الصناعة وتصنيفهم ضمن فئات بالنسبة لملاءة كل منهم المالية.
11. تسـجيل صكوك التحكـيم المقدمة إلى الغرفـة من قبل المحكمين المعنيين أو من قبل طرفي التحكيم.
12. تمثيـل الهيئـات التجـارية والصـناعية في اللجـان والهيئات والمؤسسات التي تستدعي مصلحتها اشتراكها فيها.
13. إعطاء أسـعار المـواد الرئيسـية المتداولة في تواريخ معينة في الأسواق التجارية المحلية بناءً على طلب الدوائر الرسمية وأصحاب العلاقة من المسجلين في الغرفة.
14. تسمية الخبراء والممثلين – بناءً على طلب السلطات العامة أو المحاكم أو البلديات أو الأشخاص ذوي العلاقة من أرباب التجارة والصناعة – لدرس المواضيع ذات الصفة التجارية أو الصناعية بما في ذلك فحص البضائع المتنازع عليها والتصديق على شهادات الخبراء بهذا الصدد.

## مجلس الإدارة
يتكون مجلس إدارة غرفة تجارة وصناعة الكويت من أربعة وعشرين عضواً فقط. مدة عضوية مجلس الإدارة أربع سنوات. وتجري الانتخابات كل سنتين لانتخاب اثني عشر عضواً يمثلون نصف عدد أعضاء المجلس. ويحق لمن انتهت مدة عضويتهم إعادة ترشيح أنفسهم لمدد أخرى.

### شروط العضوية
1. ألا يقل عمر العضو عن ثلاثين سنة ميلادية وتخفض إلى خمسة وعشرين إذا كان حاصلاً على شهادة جامعية ذات علاقة بالأعمال التجارية والاقتصادية كشهادات التجارة والاقتصاد والحقوق.
2. أن يحسن القراءة والكتابة.
3. أن يكون قد اشتغل بأعمال تتصل بالتجارة أو الصناعة مدة خمس سنوات متوالية وتنقص هذه المدة إلى ثلاث سنوات إذا كان حاصلاً على شهادة جامعية لها علاقة بالتجارة.

### مجلس الإدارة (2008)
1. علي ثنيان الغانم - رئيس مجلس الإدارة
2. هلال بن مشاري المطيري - النائب الأول للرئيس
3. خالد عبد الله حمد الصقر - النائب الثاني للرئيس
4. صلاح فهد المرزوق - أمين الصندوق الفخري
5. عبد الوهاب محمد الوزان - نائب أمين الصندوق الفخري
6. عبد الله سعود الحميضي - عضو المكتب
7. وليد بن خالد حمود الدبوس - عضو المكتب
8. أحمد بن سليمان القضيبي - عضو مجلس الإدارة
9. أسامة محمد يوسف النصف - عضو مجلس الإدارة
10. أنس خالد ناصر الصالح - عضو مجلس الإدارة
11. خالد بن عبد الرحمن المضاحكة - عضو مجلس الإدارة
12. طلال جاسم الخرافي - عضو مجلس الإدارة
13. دبوس بن فيصل الدبوس - عضو مجلس الإدارة
14. خالد مشاري الخالد - عضو مجلس الإدارة
15. ضرار بن يوسف الغانم - عضو مجلس الإدارة
16. عادل عيسى اليوسفي - عضو مجلس الإدارة
17. فهد يعقوب يوسف الجوعان - عضو مجلس الإدارة
18. عبد الله عبد اللطيف الشايع - عضو مجلس الإدارة
19. طارق بدرالمطوع - عضو مجلس الإدارة
20. عصام بن محمد البحر - عضو مجلس الإدارة
21. محمد حمود الفجي - عضو مجلس الإدارة
22. ناصر براك المطير - عضو مجلس الإدارة
23. ناصر محمد الساير - عضو مجلس الإدارة
24. عيسى أحمد الكندري - عضو مجلس الإدارة

## لجان الغرفة الدائمة
- لجنة التوفيق والتحكيم والتسجيل
- لجنة الصناعة والعمل
- لجنة التجارة والنقل
- لجنة المالية والاستثمار
- لجنة المشاريع العامة والإسكان

## مجلس التعاون لدول الخليج العربية
وتعتبر غرفة تجارة وصناعة الكويت أحد أعضاء اتحاد غرف دول مجلس التعاون الخليجي الذي يعد أهم الأطر المؤسسية الراعية للقطاع الخاص في دول الخليج العربية، حيث عمل منذ تأسيسه في عام 1979م على تمثيل المصالح الاقتصادية لمؤسسات وأفراد هذا القطاع بهدف تنمية وتطوير دوره الاقتصادي. ويضم الاتحاد الخليجي في عضويته بجانب غرفة الكويت، كل من اتحاد غرف التجارة والصناعة دولة الإمارات العربية المتحدة، وغرفة تجارة وصناعة البحرين، ومجلس الغرف التجارية الصناعية السعودية، وغرفة تجارة وصناعة عمان، وغرفة تجارة وصناعة قطر.

## مقالات ذات علاقة
- سوق الكويت للأوراق المالية

## وصلات خارجية
- الموقع الرسمي لغرفة تجارة وصناعة الكويت